# Прва резерва
Прва резерва је четврти студијски албум поп-фолк певача Бојана Бјелића издат за издавачку кућу Сити Рекордс, 2013. године,
у тиражу од 10 000 примерака. На албуму се као бонус песма налази дует са Даром Бубамаром. На албуму су радили Филип Милетић, Милош Рогановић, Дивна и Бојан Васић. Махони, Александар Маријан, Дејан Костић, Павле Дејанић, Јован Перуача, Горан Трифуновић, Никола Паја Тодоровић и Андреј Андрејевић. Снимљени су спотови за песме Север, Кад ме не буде и Погледом те скидам.

## Списак песама
1. Прва резерва
2. Температура
3. Север
4. Два живота
5. Хрид
6. Аљаска
7. Кад ме не буде
8. Калибар
9. Погледом те скидам (бонус) дует са Дара Бубамара